# Aleksandr Tkachiov
Aleksandr Tkachiov (Semiluki, óblast de Vorónezh, RSFS de Rusia, 4 de noviembre de 1957) es un gimnasta artístico ruso, que compitió representado a la Unión Soviética llegando a ser campeón olímpico en 1980 en las pruebas de paralelas y concurso por equipos, y campeón del mundo en tres ocasiones en 1979 y 1981.
Fue incluido en el Salón de la Fama de la Gimnasia Artística en el año 2011.

## 1978
En el Mundial celebrado en Estrasburgo (Francia) ganó la plata en el concurso por equipos —la Unión Soviética queda tras Japón (oro) y por delante de Alemania del Este (bronce)—; sus cinco compañeros de equipo fueron: Nikolai Andrianov, Eduard Azarian, Alexander Dityatin, Gennady Krysin y Vladimir Markelov.

## 1979
En el Mundial celebrado en Fort Worth (Estados Unidos) ganó el oro por equipos —por delante de Japón y el equipo anfitrión del Mundial, Estados Unidos— siendo sus colegas de equipo: Vladimir Markelov, Nikolai Andrianov, Bogdan Makuts, Artur Akopyan y Alexander Dityatin. Además consigue dos platas —paralelas y barra fija— y tres bronces —suelo, anillas y general individual—.

## 1980
En los JJ. OO. de Moscú ganó el oro en barras paralelas —por delante de su compatriota Alexander Dityatin y del alemán oriental Roland Brückner, también oro en el concurso por equipos —por delante de Alemania del Este y Hungría, y siendo sus compañeros de equipo: Nikolai Andrianov, Eduard Azaryan, Alexander Dityatin, Bogdan Makuts y Vladimir Markelov— y la plata en anillas, tras su compañero Alexander Dityatin y delante del checo Jiri Tabak.

## 1981
En el Mundial de Moscú 1981 ganó el oro en barra fija —por de su compañero Arthur Akopyan que empató a puntos con el alemán occidental Eberhard Gienger—, y el oro en el concurso por equipos —por delante de Japón y China—; sus cinco compañeros de equipo eran: Yuri Korolev, Bogdan Makuts, Alexander Dityatin, Arthur Akopyan y Pavel Sut.